# Maria Mikhailovich Volkonskaya

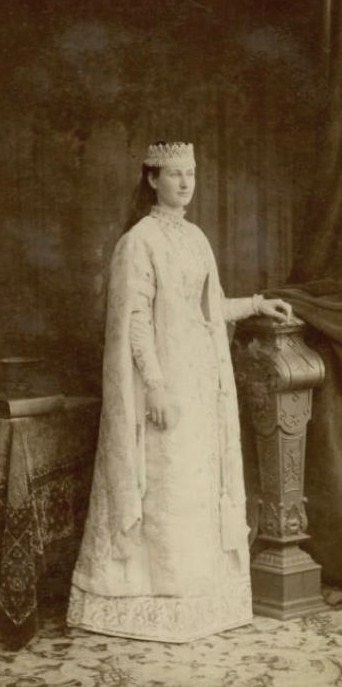
Uma foto de Maria Mikhailovich Volkonskaia

Maria Mikhailovich Volkonskaia (nascida em 13 de março de 1863 - falecida em 19 de maio de 1943, Roma, Itália) foi uma princesa russa, católica convertida e escritora.

## Biografia
Volkonskaia nasceu em 13 de março de 1863 em uma família aristocrática de religião ortodoxa. Em 1901 na Suíça, como muitos de seus parentes, incluindo os irmãos Alexandr Volkonsky, Serge Wolkonsky e Peter Volkonsky, ela adotou o catolicismo. Por muitos anos ela viveu em Roma, foi uma paroquiana ativa da Igreja Católica Russa de São Lourenço, esteve envolvida em trabalhos de caridade e nas traduções da literatura espiritual católica para o idioma russo. Ela morreu em 19 de maio de 1943 em Roma.

## Obras
Nossa Senhora de Lourdes. - S., 1906.
Dom Bosco, pai dos órfãos e dos pobres. - St., 1906 Pedro Olivain. - Petrogrado, 1917.
Breve reflexão sobre a Divina Paixão de Cristo. - Paris, 1932. A história de um tratamento (digitação)